# باشگاه فوتبال دونگ تاپ
باشگاه فوتبال دونگ تاپ که به سادگی با نام دونگ تاپ یا رسماً سی‌ال‌بی دونگ تاپ شناخته می‌شود، یک باشگاه فوتبال ویتنامی مستقر در کائو لان، استان دونگ تاپ است. پس از آخرین سقوط این باشگاه از لیگ برتر در فصل ۲۰۱۶، دونگ تاپ برای فصل ۲۰۱۷ به وی‌لیگ ۲ بازگشت. این تیم در حال حاضر در ورزشگاه کائو لان بازی می‌کند.

## افتخارات
- وی‌لیگ ۱: ۲ قهرمانی
- وی‌لیگ ۲: ۲ قهرمانی